# Ciliolarina ligniseda
Ciliolarina ligniseda är en svampart som först beskrevs av Josef Velenovský, och fick sitt nu gällande namn av Svrcek 1982. Ciliolarina ligniseda ingår i släktet Ciliolarina och familjen Hyaloscyphaceae.   Inga underarter finns listade i Catalogue of Life.